# كورت أولسبيرغ
كورت أولسبيرغ (بالسويدية: Curt Olsberg)‏ هو لاعب كرة قدم سويدي في مركز الوسط، ولد في 23 مايو 1945 في السويد. شارك مع منتخب السويد تحت 23 سنة لكرة القدم ومنتخب السويد لكرة القدم. أما مع النوادي، فقد لعب مع نادي مالمو ونادي يورغوردينس.

## وصلات خارجية
- كورت أولسبيرغ على موقع قاعدة بيانات كرة القدم.إي يو (الإنجليزية)
- كورت أولسبيرغ على موقع ناشيونال فوتبول تيمز (الإنجليزية)